# Завіселче
Завіселче (пол. Zawisełcze) — село в Польщі, у гміні Самбожець Сандомирського повіту Свентокшиського воєводства.
Населення — 227 осіб (2011).
У 1975-1998 роках село належало до Тарнобжезького воєводства.

## Демографія
Демографічна структура на день 31 березня 2011 року:
|          | Загалом | Допрацездатний вік | Працездатний вік | Постпрацездатний вік |
| -------- | ------- | ------------------ | ---------------- | -------------------- |
| Чоловіки | 109     | 18                 | 79               | 12                   |
| Жінки    | 118     | 18                 | 67               | 33                   |
| Разом    | 227     | 36                 | 146              | 45                   |